# Премия имени П. А. Ребиндера
Премия имени П. А. Ребиндера — премия, присуждаемая с 1992 года Российской академией наук за выдающиеся работы в области коллоидной химии и химии поверхностных явлений.

## Список награждённых
| Год  | Лауреат премии                 | За какие работы |
| ---- | ------------------------------ | --- |
| 2019 | Щёкин, Александр Кимович       | за цикл работ «Теория нуклеации и роста частиц новой фазы в многокомпонентных системах»                                                                                               |
| 2019 | Кучма, Анатолий Евдокимович    | за цикл работ «Теория нуклеации и роста частиц новой фазы в многокомпонентных системах»                                                                                               |
| 2016 | Малкин, Александр Игоревич     | За цикл работ «Кинетические модели физико-химической механики разрушения» |
| 2013 | Куличихин, Валерий Григорьевич | За цикл работ «Микрогетерогенные полимерные матрицы медицинского назначения на основе эмульсий различной структуры»                                                                   |
| 2013 | Задымова, Наталья Михайловна   | За цикл работ «Микрогетерогенные полимерные матрицы медицинского назначения на основе эмульсий различной структуры»                                                                   |
| 2010 | Кукушкин, Сергей Арсеньевич    | За цикл работ «Химическая самосборка кристаллической поверхности: новый метод направленной нуклеации эпитаксиальных плёнок»                                                           |
| 2007 | Бутягин, Павел Юрьевич         | За цикл работ «Механические напряжения, деформации и реакционная способность твёрдых тел»                                                                                             |
| 2007 | Стрелецкий, Андрей Николаевич  | За цикл работ «Механические напряжения, деформации и реакционная способность твёрдых тел»                                                                                             |
| 2007 | Колбанев, Игорь Владимирович   | За цикл работ «Механические напряжения, деформации и реакционная способность твёрдых тел»                                                                                             |
| 2004 | Измайлова, Виктория Николаевна | За цикл работ «Поверхностные явления в белковых коллоидных системах» |
| 2004 | Сумм, Борис Давидович          | За цикл работ «Поверхностные явления в белковых коллоидных системах» |
| 2004 | Ямпольская, Галина Петровна    | За цикл работ «Поверхностные явления в белковых коллоидных системах» |
| 2001 | Русанов, Анатолий Иванович     | За монографию «Физико-химическая гидродинамика капиллярных систем» |
| 2001 | Кротов, Валерий Владимирович   | За монографию «Физико-химическая гидродинамика капиллярных систем» |
| 1998 | Щукин, Евгений Дмитриевич      | За цикл работ «Влияние поверхностно-активной среды на сцепление частиц в дисперсных системах и материалах и их структурно-механические свойства»                                      |
| 1995 | Перцов, Николай Валериевич     | За цикл работ «Избирательное агрегирование микроорганизмов с дисперсными металлами и их соединениями - основа новых биотехнологий обогащения в металлургии и охраны окружающей среды» |
| 1995 | Ульберг, Зоя Рудольфовна       | За цикл работ «Избирательное агрегирование микроорганизмов с дисперсными металлами и их соединениями - основа новых биотехнологий обогащения в металлургии и охраны окружающей среды» |
| 1995 | Овчаренко, Фёдор Данилович     | За цикл работ «Избирательное агрегирование микроорганизмов с дисперсными металлами и их соединениями - основа новых биотехнологий обогащения в металлургии и охраны окружающей среды» |
| 1992 | Урьев, Наум Борисович          | За серию работ «Структурообразование и реология концентрированных дисперсных систем»                                                                                                  |